# توكسيك (فلم)
 توكسيك هو فيلم مصري من بطولة الفنانة راندا البحيري، أحمد الشربيني، وسيم نيل الدقاق وعدد آخر من الفنانين. الفيلمُ من تأليف جوزيف فوزي وإخراج محب وديع.

## القصّة
يتورَّطُ أربعة شباب من جنسيات مختلفة في حادث غريب، مما يجعلهم يقضون ليلة عصيبة مع بعضهم. وفي تلك الليلة يجري التعرّف على معاناة كل واحد منهم، وتحدث الكثير من المفارقات التي تدفعهم إلى الانتقام من الذين تسببوا في تدمير حياتهم.

## وصلات خارجية
- مقالات تستعمل روابط فنية بلا صلة مع ويكي بيانات